# Deutsches Zentrum für Schienenverkehrsforschung
Das Deutsche Zentrum für Schienenverkehrsforschung (DZSF) ist eine unabhängige, technisch-wissenschaftliche Ressortforschungseinrichtung des Bundes. Seine Aufgabe ist es, den Schienenverkehr in Deutschland durch anwendungs- und lösungsorientierte Forschung zu stärken.
Das Budget für 2019 betrug 5 Millionen Euro und ist bis zum Jahr 2022 auf rund 65 Millionen Euro gestiegen. 2020 sollte zunächst Personal aufgebaut und die Forschungsinhalte (entlang des Bundesforschungsprogramms) präzisiert werden. Bis Juli 2020 wurde das Führungsteam berufen. Am Hauptsitz in Dresden sowie am Standort Bonn arbeiten insgesamt über 65 Mitarbeiter und Mitarbeiterinnen.

## Gründung
Die Gründung des DZSF wurde im Koalitionsvertrag der 19. Legislaturperiode zwischen CDU, CSU und SPD vereinbart. So heißt es in diesem:
„Wir wollen ein eigenständiges Forschungsprogramm für den Schienenverkehr schaffen und ergreifen die Initiative zur Etablierung eines deutschen Zentrums für Schienenverkehrsforschung, das als eine praxisorientierte, technisch-wissenschaftliche Forschungseinrichtung aufgebaut werden soll.“
Das DZSF wurde offiziell am 23. Mai 2019 gegründet und ist als eigenständiges Bundesinstitut beim Eisenbahn-Bundesamt angesiedelt.

## Aufgaben
Die Aufgaben des DZSF gehen aus dem Bundesforschungsprogramm Schiene hervor. Das DZSF bearbeitet die zentralen Fragestellungen des Schienensektors, wie sie im Bundesforschungsprogramm Schiene definiert sind und stellt dafür Lösungen bereit. Forschungsfelder sind
- Wirtschaftlichkeit,
- Umwelt und nachhaltige Mobilität und
- Sicherheit.

Diesen drei Themenfeldern werden die Querschnittsthemen Digitalisierung, Automatisierung, Migration sowie rechtliche Fragestellungen zugeordnet. Diese Querschnittsthemen ergänzen den integrativen Ansatz des Bundesforschungsprogramms. Für die Weiterentwicklung des komplexen Systems Eisenbahn werden die Schnittstellen und Wechselwirkungen zwischen Infrastruktur, Fahrzeugen, Betrieb, sowie das Zusammenspiel von Mensch und Technik berücksichtigt.